# Funkofobi
Funkofobi är en samlingsbeteckning för exempelvis fördomar om, särbehandling av och utestängande av personer med funktionsnedsättning. Funkofobi liknar termer som sexism, rasism och homofobi då de alla handlar om diskriminering av en grupp.

## Ordets historik
Funkofobi är en term som Förbundet Unga Rörelsehindrade genom en kampanj lyckades få in i Svenska akademiens ordlista år 2015. Ordet hade dock använts i flera år bland aktivister och i funktionshinderrörelsen. Förbundet Unga Rörelsehindrade ville införa ordet för att uppmärksamma förminskningen av personer med funktionsnedsättning. Förbundet hoppas att det ska bli lättare att kämpa emot förminskningen av personer med funktionsnedsättningar nu när det finns ett ord för det.